# احمد الکاس
احمد الکاس (عربی: أحمد الکاس؛ زادهٔ ۸ ژوئیهٔ ۱۹۶۵) یک بازیکن فوتبال اهل مصر است.
از باشگاه‌هایی که در آن بازی کرده‌است می‌توان به باشگاه ورزشی زمالک اشاره کرد. وی عضو تیم ملی فوتبال مصر در جام جهانی فوتبال ۱۹۹۰ بوده است.